# Pachyptila
Pachyptila – rodzaj ptaków z rodziny burzykowatych (Procellariidae).

## Zasięg występowania
Rodzaj obejmuje gatunki występujące na wyspach i oceanach półkuli południowej oraz na Antarktydzie.

## Morfologia
Długość ciała 25–30 cm, rozpiętość skrzydeł 56–66 cm; masa ciała 90–237 g. 

## Systematyka

### Etymologia
- Prion: gr. πριων priōn, πριονος prionos „piła”[13]. Gatunek typowy: wyraźnie nieokreślony (Lacépède, 1799); Procellaria vittata G. Forster, 1777 (Lesson, 1828).
- Pachyptila: gr. παχυς pakhus „gęsty, gruby”; πτιλον ptilon „pióro, upierzenie”[14].
- Priamphus: gr. πριων priōn, πριονος prionos „piła”; ῥαμφος rhamphos „dziób”[15]. Nowa nazwa dla Prion Lacépède, 1799.
- Pseudoprion: gr. ψευδος pseudos „fałszywy”; rodzaj Prion Lesson, 1829[16]. Gatunek typowy: Prion turtur Gould, 1844 (= Procellaria turtur Kuhl, 1820).
- Fulmariprion: zbitka wyrazowa nazw rodzajów: Fulmarus Stephens, 1826 i Prion Lesson, 1829[17]. Gatunek typowy: Pseudoprion turtur crassirostris Mathews, 1912.
- Heteroprion: gr. ἑτερος heteros „różny, inny”; rodzaj Prion Lesson, 1829[18]. Gatunek typowy: Heteroprion belcheri Mathews, 1912.
- Attaprion: gr. αττα atta „jakiś rodzaj”; rodzaj Prion Lesson, 1829[19]. Gatunek typowy: Procellaria desolata J.F. Gmelin, 1789.
- Salviprion: Osbert Salvin (1835–1898), angielski ornitolog; rodzaj Prion Lesson, 1829[20]. Gatunek typowy: Prion uittatus salvini Mathews, 1912.

### Podział systematyczny
Do rodzaju należą następujące gatunki:
- Pachyptila vittata (G. Forster, 1777) – petrelek szerokodzioby
- Pachyptila macgillivrayi (Mathews, 1912) – petrelek amsterdamski
- Pachyptila salvini (Mathews, 1912) – petrelek subantarktyczny
- Pachyptila desolata (J.F. Gmelin, 1789) – petrelek antarktyczny
- Pachyptila belcheri (Mathews, 1912) – petrelek cienkodzioby
- Pachyptila turtur (Kuhl, 1820) – petrelek krótkodzioby
- Pachyptila crassirostris (Mathews, 1912) – petrelek grubodzioby